# Piperaceae
Le Piperacee (Piperaceae Giseke, 1792) sono una grande famiglia di angiosperme dell'ordine Piperales.
La specie più nota è Piper nigrum, che produce la maggior parte dei grani di pepe comunemente usati come spezia.

## Etimologia
La famiglia deve il suo nome al genere Piper, termine con cui in latino viene indicato il pepe nero (Piper nigrum). Il termine è probabilmente a sua volta derivato dal sanscrito pippali (पिप्पली), con cui veniva indicato il pepe lungo (Piper longum).

## Descrizione
I membri delle Piperaceae possono essere piccoli alberi, arbusti, piante rampicanti o erbe.

## Distribuzione e habitat
La famiglia ha una distribuzione pantropicale.

## Tassonomia
La famiglia comprende i seguenti generi:
- Manekia Trel.
- Peperomia Ruiz & Pav.
- Piper L.
- Verhuellia Miq.
- Zippelia Blume

In passato i generi Manekia, Peperomia e Verhuellia venivano inquadrati nella famiglia Peperomiaceae.